# アイ・シング・ザ・ボディ・エレクトリック
『アイ・シング・ザ・ボディ・エレクトリック』（I Sing the Body Electric）は、アメリカのエレクトリック・ジャズ・バンド、ウェザー・リポートの1972年に発表された2枚目のオリジナル・アルバム。

## 解説
本作では新たにパーカッションのドン・ウン・ロマン、そしてドラマーのエリック・グラヴァットの2人が、演奏に加わっている。
アルバム最後の3曲（5〜7曲目）は、1972年1月13日の東京でのライブを録音したものである。この3曲のライブ録音にはこのアルバムに収録するため編集が施されているが、次作『ライヴ・イン・トーキョー』では実際の演奏を全て聞くことができる。
このアルバムのタイトルは、1855年のウォルト・ホイットマンの詩（『ぼくは充電されたからだを歌う』）―これが同時にレイ・ブラッドベリの1969年の短編のタイトル（『歌おう、感電するほどの喜びを！』）にもなっている―から取られたものである。

## 収録曲
| #  | タイトル | 作詞 | 作曲                                 | 時間  |
| -- | --- | ---- | ------------------------------------ | ----- |
| 1. | 「アンノウン・ソルジャー - "Unknown Soldier"」                                                                                   |      | ザヴィヌル                           | 8:00  |
| 2. | 「ザ・ムアーズ - "The Moors"」                                                                                                   |      | ショーター                           | 4:45  |
| 3. | 「クリスタル - "Crystal"」 |      | ヴィトウス                           | 7:25  |
| 4. | 「セカンド・サンデイ・イン・オーガスト - "Second Sunday In August"」                                                             |      | ザヴィヌル                           | 4:13  |
| 5. | 「ヴァーティカル・インヴェーダー〜T.H.〜ドクター・オノリス・コウサ - "Vertical Invader" - "T.H." - "Dr. Honoris Causa"」(Medley) |      | ザヴィヌル / ヴィトウス / ザヴィヌル | 10:40 |
| 6. | 「スルクク - "Surucucu"」 |      | ショーター                           | 7:42  |
| 7. | 「ディレクションズ - "Directions"」                                                                                              |      | ザヴィヌル                           | 4:36  |

## パーソネル
- ウェイン・ショーター (Wayne Shorter) - テナーサックス、ソプラノサックス
- ジョー・ザヴィヌル (Joe Zawinul) - エレクトリックピアノ、アコースティックピアノ、アープ2600・シンセサイザー
- ミロスラフ・ヴィトウス (Miroslav Vitous) - エレクトリックベース、アコースティックベース
- エリック・グラヴァット (Eric Gravatt) - ドラム
- ドン・ウン・ロマン (Dom Um Romão) - パーカッション

### ゲスト・ミュージシャン
- アンドリュー・ホワイト (Andrew White) - イングリッシュホルン
- ヒューバート・ロウズ (Hubert Laws) - フルート
- ウィルマー・ワイズ (Wilmer Wise) - Dトランペット、ピッコロ・トランペット
- ラルフ・タウナー (Ralph Towner) - 12弦ギター
- ヨランデ・バヴァン (Yolande Bavan) - ボーカル
- ジョシー・アームストロング (Joshie Armstrong) - ボーカル
- チャップマン・ロバーツ (Chapman Roberts) - ボーカル